# Charlie Murphy
Charlie Murphy, rodným jménem Charles Quinton Murphy (12. července 1959 – 12. dubna 2017) byl americký herec, starší bratr herce Eddieho Murphyho.
Narodil se v Brooklynu, jeho matka byla telefonní operátorka a otec policista. Během dospívání strávil několik měsíců ve vězení a později narukoval k námořnictvu. Svou filmovou kariéru zahájil koncem osmdesátých let, později hrál například ve filmech Mý lepší blues (1990), Klub hráčů (1998), Královské výkupné (2005), Norbit (2007) a Šťastný los (2010).
Zemřel na leukémii 12. dubna 2017 v New Yorku.